# The Professor's Wooing
The Professor's Wooing est un film muet américain réalisé par Colin Campbell et sorti en 1912.

## Fiche technique
- Réalisation : Colin Campbell
- Scénario : Lanier Bartlett
- Production : William Nicholas Selig
- Date de sortie :  États-Unis : 17 juin 1912

## Distribution
- Hobart Bosworth : Professeur John Farley
- Tom Santschi : Fernand
- Bessie Eyton : Tessa
- Frank Richardson
- Anna Dodge